# Charles Scott Sherrington
Charles Scott Sherrington (Islington (Londen), 27 november 1857 – Eastbourne (Sussex), 4 maart 1952) was een Brits neurofysioloog. In 1932 won hij samen met collega Edgar Douglas Adrian de Nobelprijs voor Fysiologie of Geneeskunde voor zijn onderzoek naar de functie van zenuwcellen.

## Biografie
Charles was de zoon van James Sherrington, die echter overleed toen Charles nog kind was. Charles' moeder Anne Brookes Thurtell hertrouwde met een archeoloog, Caleb Rose Jr. In Ipswich bezocht hij de Queen Elizabeth's School. In 1878 studeerde hij aan het St. Thomas Hospital alwaar hij aan zijn studie medicijnen begon. Charles kreeg zijn graad in de medicijnen aan de Universiteit van Cambridge in 1885 onder Michael Foster.
In Spanje onderzocht Sherrington een cholera-uitbraak. Ook in Berlijn verbleef Sherrington een jaar om cholera te onderzoeken. Hier werkte hij samen met Rudolf Virchow, Robert Koch en Friedrich Goltz. Daarna ging hij weer naar Londen voor fysiologisch en pathologisch onderzoek. Van 1891 tot 1895 was hij hoogleraar aan King's College van de Universiteit van Londen, in 1895 werd hij hoogleraar fysiologie in Liverpool.

## Werk
Geïnspireerd door het werk van Santiago Ramón y Cajal besloot Sherrington onderzoek te doen naar het zenuwstelsel en de werking ervan. In zijn onderzoeken in Liverpool prikkelde hij zenuwen met lichte elektrische schokken en onderzocht hij de reactie. Hierbij kwam hij tot de conclusie, dat er samengewerkt werd tussen meerdere neuronen. Hij kwam ook tot de ontdekking dat de communicatie tussen neuronen anders verliep dan de signaaloverdracht binnen neuronen. Het bewijs kwam van de tijdelijke optelling. Bij dit onderzoek concludeerde hij dat er meerdere impulsen na elkaar onder de drempelwaarde nodig waren om een reactie op te roepen.

Ook verwijderde hij delen van de hersenen van levende katten, honden en apen en kon hierdoor aantonen dat zenuwcellen onderling met elkaar verbonden zijn via contactpunten, die door Sherrington synapsen werden genoemd.
In 1906 schreef hij zijn eerste boek "The Integrative Action of the Nervous System". Scherrington werd in 1913 hoogleraar fysiologie op Oxford en bleef dat tot zijn pensioen. Hij kreeg in 1932 samen met Edgar Douglas Adrian de Nobelprijs voor Fysiologie of Geneeskunde. Eerder (1922) was hij al geridderd en in 1905 onderscheiden met de Royal Medal en in 1927 met de Copley Medal. Van 1920 tot 1925 was hij president van de Royal Society.
Sherrington stond bekend om zijn vriendelijkheid. Hij wilde anderen zo veel mogelijk advies geven. Hij was ook geïnteresseerd in poëzie.
In 1952 stierf hij aan een hartstilstand.